# 恋は500マイル
「恋は500マイル」（こいはごひゃくマイル）は、1998年3月21日にリリースされた、原田真二通算32作目のシングル。

## 概要
- KONAMI移籍第一弾シングル。
- テレビ朝日「深夜水族館」挿入歌。
- 文化放送「CLUB db」エンディングテーマ。
- 首都高速を車で運転する車内の原田を撮影したMVが作られた。
- 「Yell〜We'll save your love〜」はアルバム収録分とアレンジが異なる。

## 収録曲
- 全作詞・作曲・編曲：原田真二

1. 恋は500マイル　（5分04秒）
2. Yell〜We'll save your love〜　（5分25秒）
3. 恋は500マイル　（カラオケ）
4. Yell〜We'll save your love〜　（カラオケ）